# Victor de Laprade
Pierre Martin Victor Richard de Laprade, född 13 januari 1812, död 13 december 1883, var en fransk poet.
I Laprades diktsamlingar Psyché (1842) och Odes et poèmes (1844) röjdes en förandligad naturpoet, som läst Platon och framför allt Alphonse de Lamartine. Han omhuldades av Franska akademien, där han 1858 efterträdde Alfred de Musset.